# ريناتو بيكولو
ريناتو بيكولو (بالإيطالية: Renato Piccolo)‏ ولد بتاريخ 31 ديسمبر 1962 في إيطاليا، هو دراج إيطالي سابق في صنف سباق الدراجات على الطريق. سبق أن شارك في دورة الألعاب الأولمبية الصيفية.

## روابط خارجية
- ريناتو بيكولو على موقع أرشيف الدراجات (الإنجليزية)
- ريناتو بيكولو على موقع إحصائيات الدراجات الإحترافية (الإنجليزية)
- ريناتو بيكولو على موقع CycleBase (الإنجليزية)
- ريناتو بيكولو على موقع أوليمبيديا (الإنجليزية)